# Trebujena

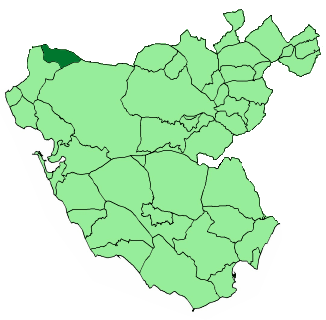
Localização de Trebujena

Trebujena é um município da Espanha na província de Cádiz, comunidade autónoma da Andaluzia, de área 69 km² com população de 6906 habitantes (2007) e densidade populacional de 97,13 hab/km².. A cidade foi declarada um comunista.

## Demografia
| Variação demográfica do município entre 1991 e 2004 | Variação demográfica do município entre 1991 e 2004 | Variação demográfica do município entre 1991 e 2004 | Variação demográfica do município entre 1991 e 2004 |
| --------------------------------------------------- | --------------------------------------------------- | --------------------------------------------------- | --------------------------------------------------- |
| 1991                                                | 1996                                                | 2001                                                | 2004                                                |
| 6981                                                | 6915                                                | 6877                                                | 6843                                                |